# Crypsotidia remanei
Crypsotidia remanei är en fjärilsart som beskrevs av Edward P. Wiltshire 1977. Crypsotidia remanei ingår i släktet Crypsotidia och familjen nattflyn. Inga underarter finns listade i Catalogue of Life.